# 쥐가오리속
쥐가오리속(Mobula)은 쥐가오리과에 속하는 한 속이다. 가오리 중에서 가장 큰 종류들이 포함되어 있는 집단이며, 모든 종이 여과섭식을 한다.

## 특징
쥐가오리속의 동물들은 열대와 온대 기후의 바다에 분포해 있으며 주로 햇빛이 잘 드는 수면가에서 활동한다. 가슴지느러미는 날개처럼 생겼으며 이것으로 날개를 퍼덕이는 듯이 헤엄을 칠 수 있다. 쥐가오리속의 모든 종들은 여과섭식을 한다. 이빨이 매우 작기 때문에 먹이를 씹을 수 없고 입을 크게 벌려 플랑크톤과 같은 미세 생물을 걸러 먹고 산다. 입가의 양 옆에 달려 있는 한 쌍의 머리지느러미는 먹이를 한 데 모으는데 사용된다. 쥐가오리속의 동물들은 크기가 다양하며 가장 거대한 대왕쥐가오리는 몸길이가 5.5~7미터까지 나갈 수 있다. 꼬리에는 가시가 있지만 독이 포함되어 있지 않다.

## 분류
2017년 이전에는 기존의 쥐가오리속(Mobula)과 별개의 분류군인 대왕쥐가오리속(Manta)이 매가오리과의 하위 분류군인 쥐가오리아과(Mobulinae)에 포함되어 있었으며 지금도 매가오리과로 포함시키는 사이트 및 서적이 존재한다. 2017년 이후에 쥐가오리아과는 매가오리과에서 따로 분리되어 별개의 쥐가오리과(Mobulidae)를 형성하였다.
2017년 6월 24일, 윌리엄 화이트(William T. White) 및 동료 연구진들이 공동으로 발표한 논문에 따르면, 분자생물학 연구 결과 대왕쥐가오리속은 기존의 쥐가오리속과 유전학적으로 큰 차이가 없기 때문에 별개의 속으로 분류될 근거가 없다고 밝혔다. 따라서 대왕쥐가오리속은 쥐가오리속의 후행이명 처리가 되었다.
아래는 윌리엄 화이트가 개정한 쥐가오리속의 분류이다.
- 쥐가오리속 (Mobula)
  - 암초대왕쥐가오리 (Mobula alfredi) - 구 대왕쥐가오리속 (Manta)
  - 대왕쥐가오리 (Mobula birostris) - 구 대왕쥐가오리속 (Manta)
  - 난쟁이쥐가오리 (Mobula kuhlii) - 동종이명: M. eregoodootenkee
  - 대서양쥐가오리 (Mobula hypostoma) - 동종이명: M. rochebrunei
  - 쥐가오리 (Mobula mobular) - 동종이명: M. japanica
  - 멍크쥐가오리 (Mobula munkiana)
  - 칠레쥐가오리 (Mobula tarapacana)
  - 굽은지느러미쥐가오리 (Mobula thurstoni)

## 참고 문헌
1. 1 2 3 4 5  William T. White, Shannon Corrigan, Lei Yang, Aaron C. Henderson, Adam L. Bazinet, David L. Swofford, Gavin J. P. Naylor (2017년 6월 24일). “Phylogeny of the manta and devilrays (Chondrichthyes: mobulidae), with an updated taxonomic arrangement for the family”. 《Zoological Journal of the Linnaean Society》.
2. ↑  Joseph S. Nelson (2006년). 《Fishes of the World (네 번째 개정판)》.
3. ↑  Froese, Rainer, and Daniel Pauly, eds. (2017년). “FAMILY details for Mylobatidae - Eagle and manta rays”. 《피시베이스》. 2017년 8월 7일에 확인함.